# Australský honácký pes
Australský honácký pes (anglicky: Australian Cattle Dog) je plemeno honáckého psa z Austrálie chované k vedení stáda. Je to krátkosrstý pes střední velikosti vynikající svou inteligencí.

## Historie
Australský honák je velmi podobný dnes již vyhynulému modrému patařovi, který se dříve používal při nakládání dobytka do lodí. Tento honák má však zcela jiný původ. Dožívá se v průměru 12–14 let.
Australský osadník Thomas Smith Hall toto plemeno vyšlechtil k obrazu pataře na konci 19. století. Ke šlechtění pravděpodobně použil psa dingo, anglického bullteriéra, plemena kolie a podařilo se mu vyšlechtit psa velmi podobného patařovi. Pes je díky svým předkům všestranný a nebojácný.

## Charakteristika

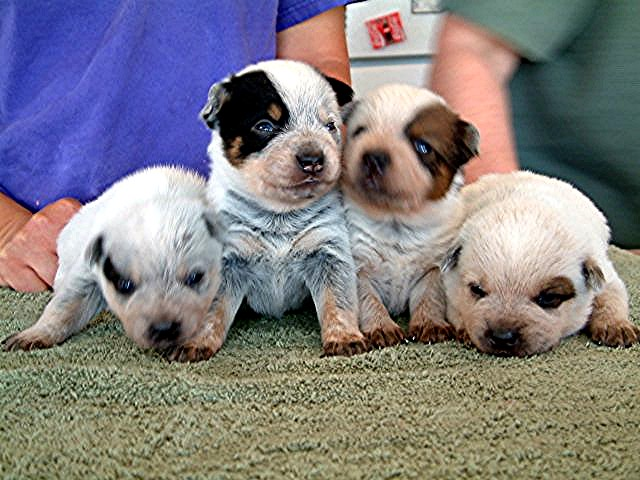
Štěňata, která se začínají zbarvovat

### Vzhled
Australský honácký pes by měl být svalnatý, atletický a silný bez jakékoliv stopy slabosti nebo křehkosti. Nicméně nadměrně těžký nebo až zavalitý by neměl být v žádném případě. Dokonce psi chovaní jako společníci nebo s nějakými cíli na výstavách by měli mít vyvážené, pevné svalstvo.

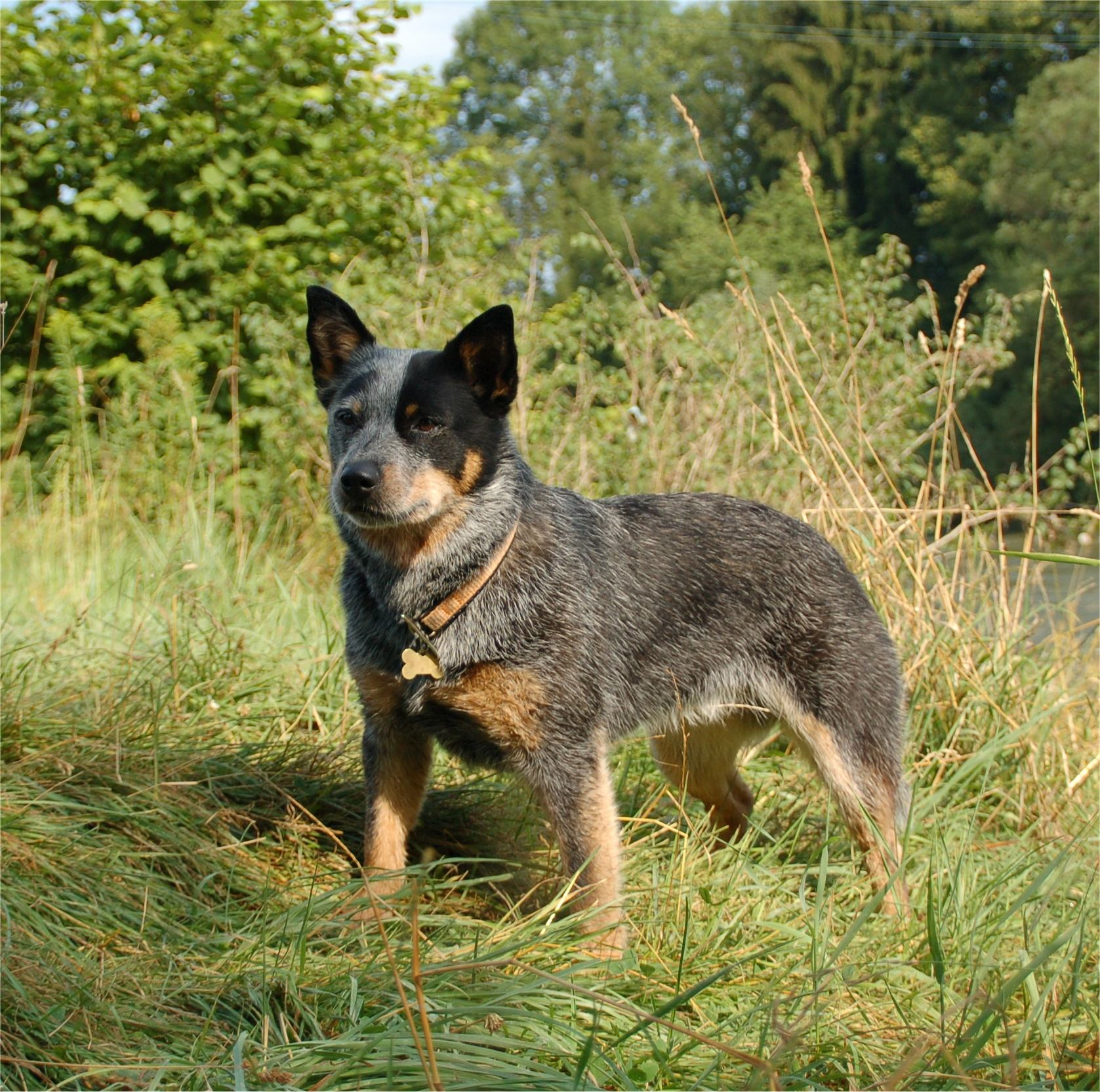
Fena australského honáckého psa

### Velikost
Fena australského honáckého psa měří od 43 do 48 cm v kohoutku, pes má od 46 do 51 cm. Australský honácký pes je svalnatý, kompaktní pes s hustou, hrubou, spíše mastnou srstí, a jemnou zimní podsadou. Má dlouhý ocas, který obecně nese nízko. Australský honácký pes v dobré kondici by měl vážit zhruba 16 až 23 kg.

### Srst a barva
Australští honáčtí psi se vyskytují ve dvou základních barevných variantách: modrá a červená. V obou případech není zbarvení jednotné. Zřetelné zbarvení australského honáckého psa je výsledkem bílých a šedých chlupů důkladně roztroušených mezi červenými a černými chlupy. V přísadě do primárního zbarvení australského honáckého psa se také ukazují místa s jednotnou nebo téměř jednotnou barvou, většinou znatelná u jednoho nebo obou očí.
Červená je geneticky dominantní barvou australského honáka a je složena z mixu červených a bílých chlupů, což vede k zázvorovému zbarvení.
Další častou barvou australského honáka je modrá, která je tvořena z mramorování černých, šedých a bílých chlupů po celém těle. Modří psi by měli mít buď modrou srst s černými fleky nebo modrou srst s červeným pálením. U tohoto typu by neměly být červené znaky jinde, než na končetinách.
Většina australských honáků má na čele bílý pruh nebo bílý flek nazývaný Bentley Mark. Podle legendy jej totiž měl čistokrevný pes pana Bentleyho a od něho toto znaménko přešlo na všechny australské honáky. Občas také mají bílou tečku na ocase a bílou skvrnku na hrudi.
Štěňata se rodí bílá a teprve postupem času tmavnou. Věří se,[ujasnit] že tuto vlastnost zdědili od dalmatina.

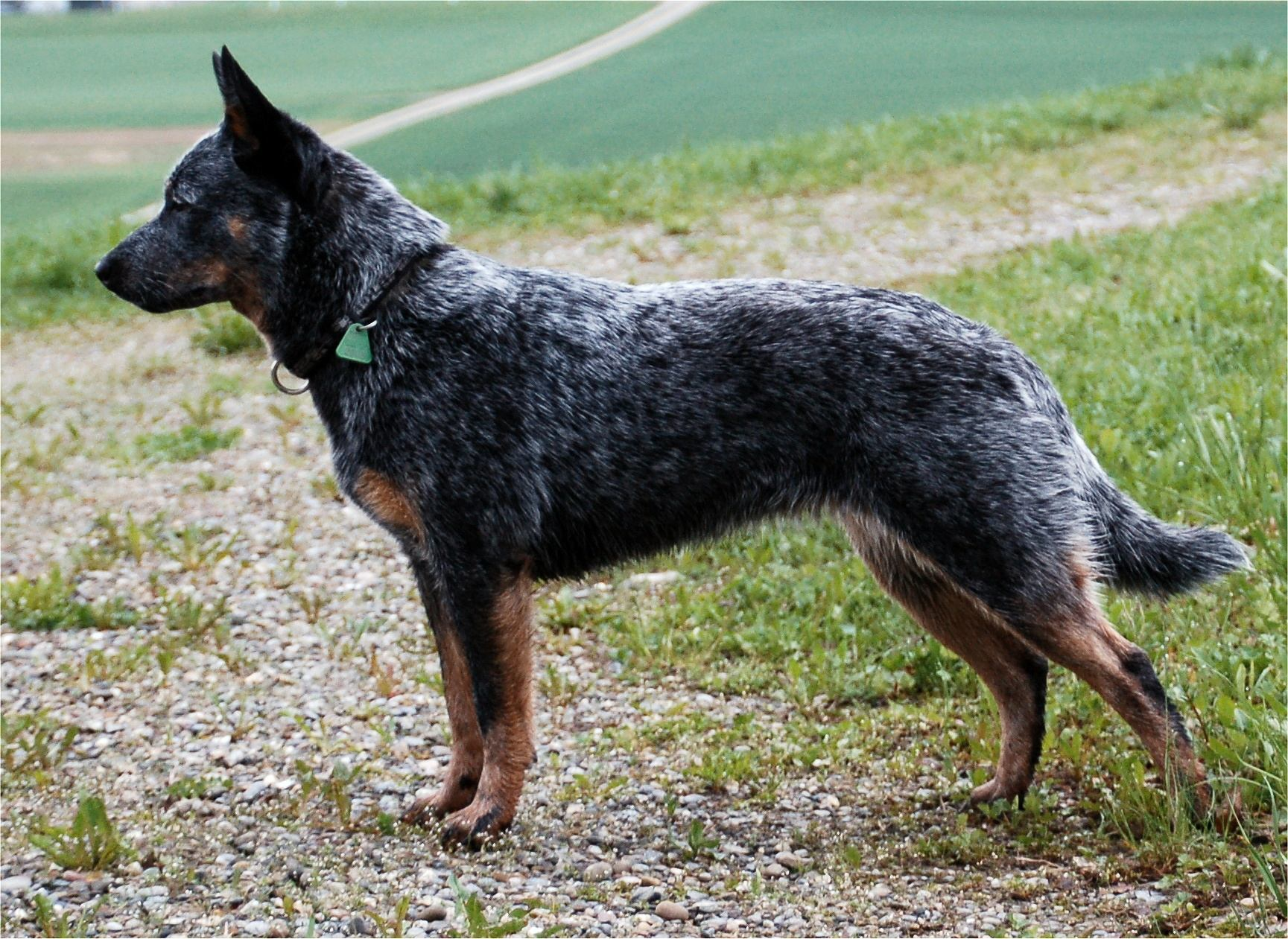
Modrý australský honák ve výstražném postoji

### Ocas
Australský honácký pes by neměl být zaměňován s Australian Stumpy Tail Cattle Dog, psem, který se rodí s krátkým ocasem. Stumpy se australskému honákovi velmi podobá, ale stumpy je vyšší.

## Temperament

### Chování a nároky plemene
Australský honácký pes má velké nároky na pohyb, je to pes čilý, inteligentní a hravý.
V mládí by se měl seznámit s dětmi a jinými zvířaty, jinak může být nesnášenlivý a teritoriální. Byl vyšlechtěn v Austrálii, proto snáší dobře i vysoké teploty. Žít trvale venku pro něj není problém. Je to velmi dobrý a ostražitý hlídač, oddaný svému pánovi.

### Využití
Jak naznačuje název plemene, jeho hlavní funkcí byla kontrola přesunů stáda dobytka jak v otevřených, tak i uzavřených prostorách. Stádo vede kousáním do kopyt nebo do ocasu. V dnešní době můžeme vidět australské honácké psy pracovat ve sportovní kynologii či soutěžích obedience. Výborně se prezentují i v soutěžích agility, kde vynikne jejich mrštnost a rychlost. Ve Spojených státech a v Austrálii se používají k hledání drog či výbušnin.

## Zdraví

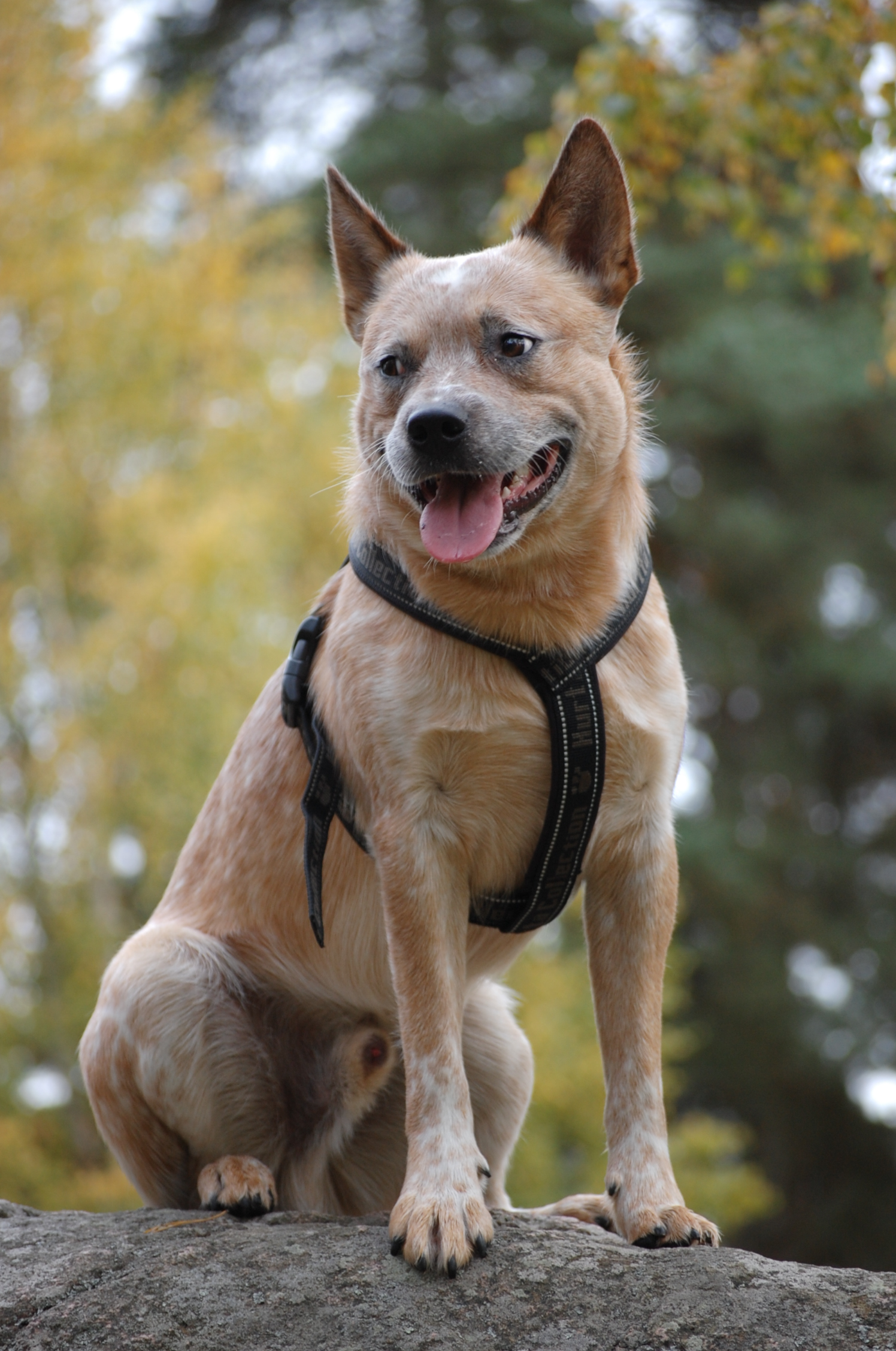

Dožívají se okolo dvanácti let, 27 % umírá na rakovinu. Jsou náchylnější na slepotu, reprodukční potíže a dysplasii kyčelního kloubu, ta je způsobena buďto obezitou psa nebo velkou zátěží na klouby ve štěněcím období.